# La Roquette-sur-Siagne
 La Roquette-sur-Siagne  es una población y comuna francesa, en la región de Provenza-Alpes-Costa Azul, departamento de Alpes Marítimos, en el distrito de Grasse y cantón de Mougins.

## Demografía
| 1241 | 1670 | 2006 | 2554 | 3642 | 4445 |
| Para los censos de 1962 a 1999 la población legal corresponde a la población sin duplicidades (Fuente: INSEE [Consultar]) |      |      |      |      |      |